# 927 км (зупинний пункт)
927 км — пасажирська зупинна залізнична платформа Лиманської дирекції Донецької залізниці.
Розташована в с. Михайлівка, Щастинський район, Луганської області на лінії Кіндрашівська-Нова — Граківка між станціями Красноозерівка (9 км) та Новий Айдар (4 км).
Через військову агресію Росії на сході України транспортне сполучення припинене. 30 травня 2016 року рух поїздів відновлено, лінією Валуйки — Кіндрашівська почував курсувати приміський поїзд Кіндрашівська-Нова — Лантратівка.